# Tierpark Arche Noah Klötze
Koordinaten: 52° 37′ 46,7″ N, 11° 11′ 5,4″ O
Der Tierpark Arche Noah Klötze ist ein Tierpark in der Stadt Klötze im Altmarkkreis Salzwedel in Sachsen-Anhalt.
Auf 1,75 Hektar werden rund 150 Tiere aus 20 Arten gehalten. Der Schwerpunkt liegt auf einheimischen Tierarten. Es werden Rot- und Damwild sowie Wildschweine gehalten. An Nutz- und Haustieren sind Ziegen, Esel, Tauben, Hühner, Enten, Gänse, Meerschweinchen und Kamerunschafe zu sehen. Der Park verfügt über ein Streichelgehege und einen Spielplatz. Der Eintritt in den Tierpark ist frei.

## Geschichte

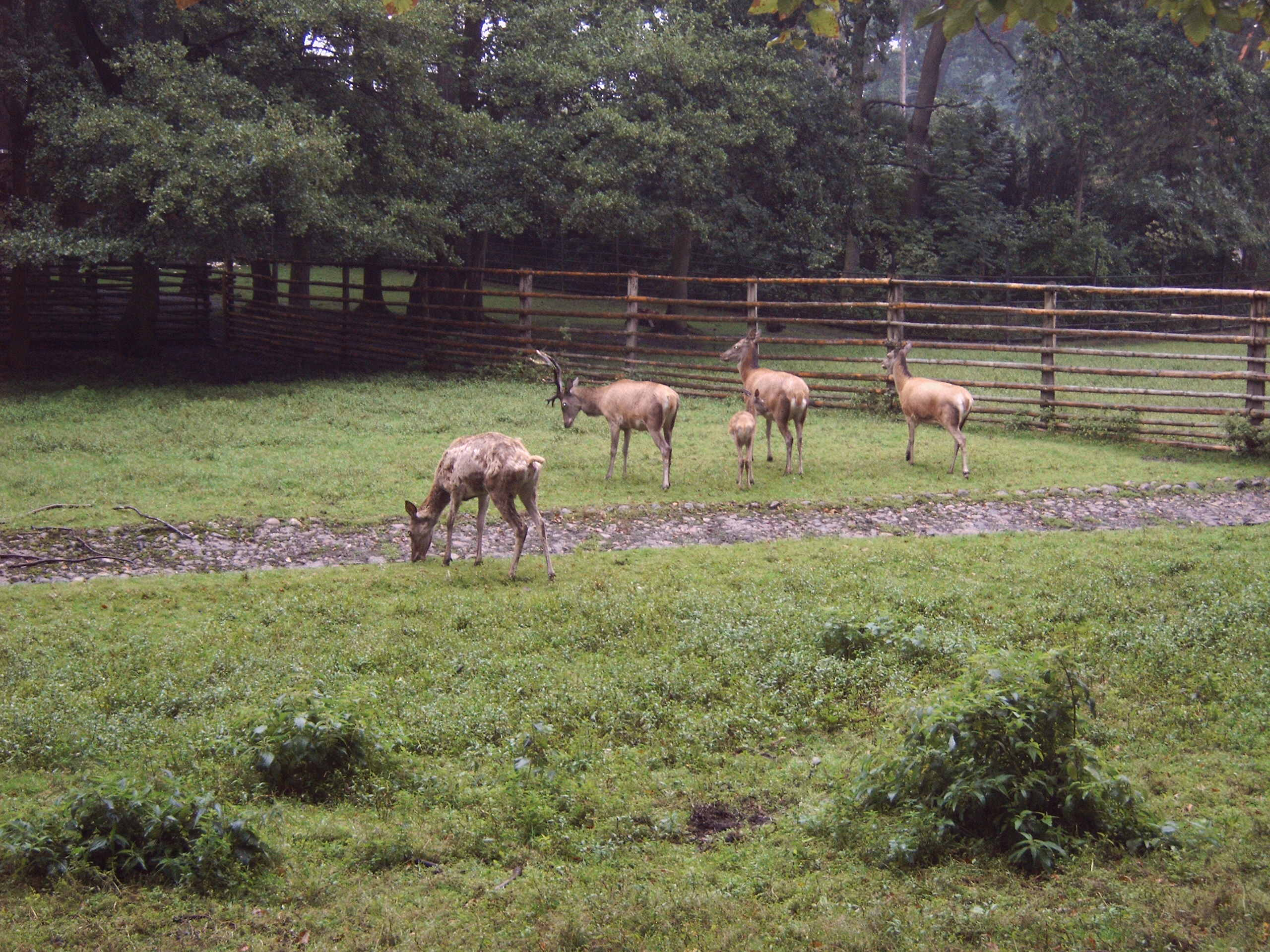
Hirschgehege im Tierpark

Die Eröffnung des von der Stadt Klötze betriebenen Parks erfolgte im Jahre 1964. In diesem Jahr sind die Vogelkäfige und das Affenhaus – besetzt mit Rhesusaffen – als Grundsteine für den Tierpark errichtet worden. Im Juni 2004 gab es aus dem Anlass des 40-jährigen Bestehens ein Tierparkfest. 1966 begann die Stadt mit der Anlage des Freigeheges. Bis Sommer 2012 wurden auch zwei Braunbären gehalten. Seitdem leben sie im Bärenwald Müritz.
Im September 2013 wurden Pläne vorgestellt, den Tierpark umzubauen und deutlich zu erweitern und so zum Altmark-Zoo umzugestalten. Der Besatz sollte jedoch auf einheimische Tierarten beschränkt bleiben. 2016 wurde das 10 Millionen Euro teure Projekt verworfen und die ursprüngliche Begeisterung dafür als „blauäugig“ charakterisiert. Es wurde eine Arbeitsgemeinschaft eingerichtet, die sich mit der Zukunft des Parks beschäftigen soll. Aufgrund nicht eingehaltener gesetzlicher Vorschriften und knapper finanzieller Mittel wird eine Reduzierung der Tiere angestrebt. Durch die Gründung eines Fördervereins soll die Schließung des Tierparks verhindert und etwa mit der Errichtung eines Spielplatzes seine Attraktivität maßvoll erhöht werden.